# Koncze
Koncze (bułg. Конче) – wieś w południowej Bułgarii, w obwodzie Kyrdżali, w gminie Momcziłgrad. Według danych Narodowego Instytutu Statystycznego, 31 grudnia 2012 roku wieś liczyła 242 mieszkańców.